# کیت فاهی
کیت فاهی (به انگلیسی: Kate Fahy) بازیگرانگلیسی است.
از جمله نقش‌آفرینی‌های او می‌توان به بازی در آکسبریج بلوز اشاره کرد.